# Barbara Oppenrieder
Barbara (Maria) Oppenrieder (* 30. April 1962 in München) ist eine deutsche Steinbildhauerin, Schriftgrafikerin und Dozentin.

## Leben

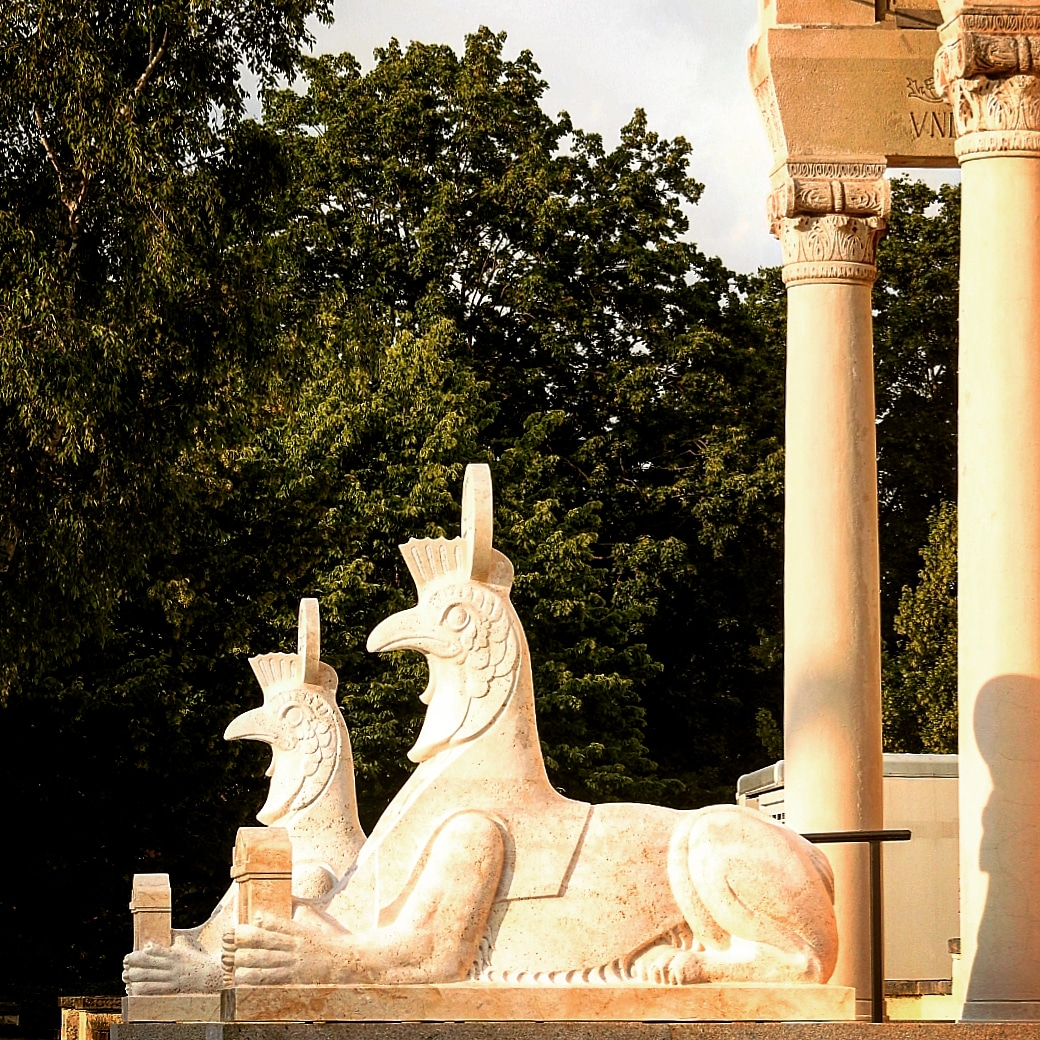
Rekonstruierte Sphingen mit Hahnenkopf an der Aussegnungshalle des Nordfriedhofs München, Entwurf und Modell Barbara Oppenrieder

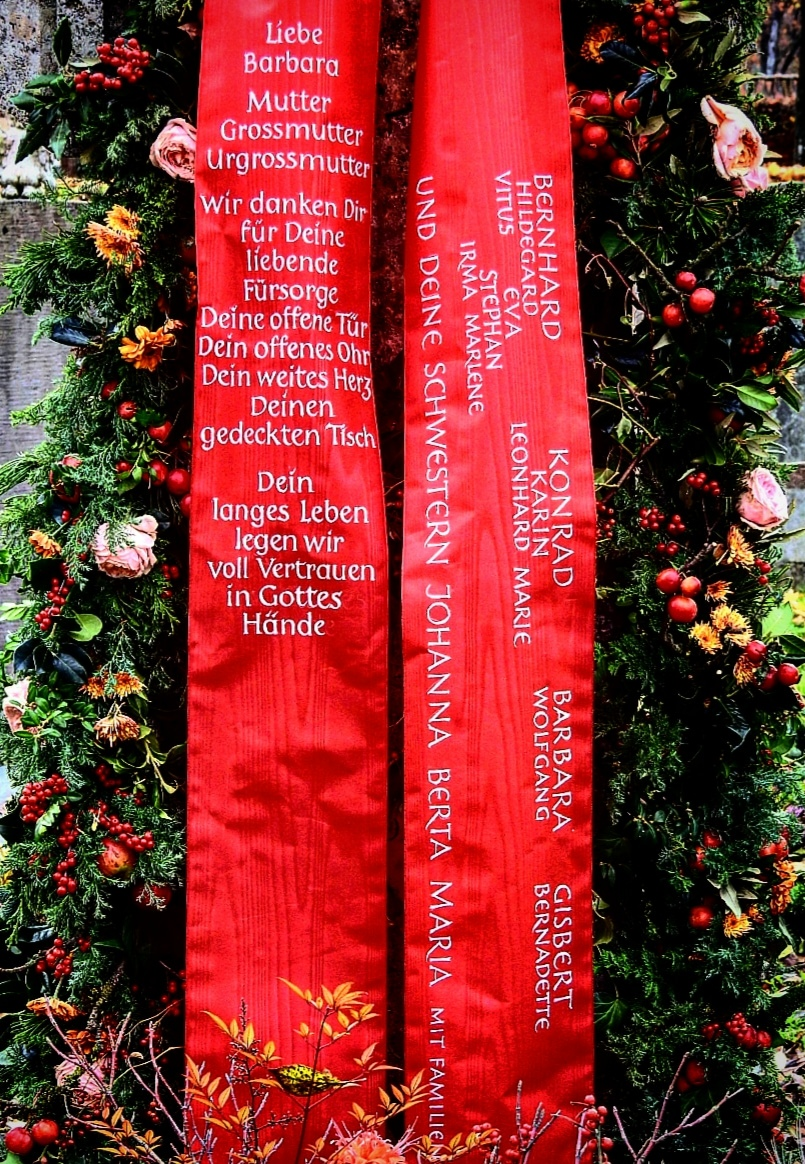
Angewandte Handschrift: Individuell gestaltete Grabschleife von Barbara Oppenrieder

Barbara Oppenrieder ist das dritte von vier Kindern und einzige Tochter des Bildhauers Karl Oppenrieder. Sie absolvierte nach der Mittleren Reife die Ausbildung zur Steinmetzmeisterin im elterlichen Steinmetzbetrieb und studierte an der Akademie der Bildenden Künste München Schriftgrafik. Sie bildete sich außerdem bei namhaften Keramikern fort. Heute wirkt sie als freie Bildhauerin, Schriftgrafikern und Dozentin, u. a. an der Fachschule für Steintechnik / Meisterschule für das Steinmetz- und Steinbildhauerhandwerk in München.

## Künstlerisches Werk
Oppenrieders Schaffen versteht sich im besten Sinne als traditionell. Das zeigt vor allem ihre umfangreiche Auseinandersetzung mit handgeschriebener Schrift, wofür sie über die Grenzen Münchens hinaus bekannt ist. Mit ihren Kursen will sie eine alte Kulturtechnik vor dem Aussterben bewahren. Neben der motorischen Fähigkeit, Schrift mit der Hand zu schreiben, vermittelt sie auch das ästhetische Gefühl für Proportionen und Materialien sowie deren künstlerischen Einsatz. Sie lehrt z. B. auch den virtuosen Umgang mit Tusche, selbst hergestellten Farben wie z. B. Kaseinfarben oder Schreibutensilien wie Pinsel, Schreibfeder, Kreide, selbst hergestellten  Federkielen oder als Schreibfeder präparierten Äste.
Als Bildhauerin mit dem Schwerpunkt Steinbildhauerei steht sie in der Tradition ihres Vaters Karl Oppenrieder. Dabei bildet Friedhofsplastik einen Kernpunkt ihres Schaffens. Wie schon ihr Vater sucht sie immer nach dem individuellen Ausdruck und Form, der dem unikatären Wesen der Verstorbenen oder der Erinnerung der Hinterbliebenen entspricht wie z. B. Flügelgrabstein für den Namen Flügel. Bei der Bearbeitung der Steine finden alle traditionellen Techniken, u. a. das Arbeiten mit dem Punktiergerät, Anwendung. Dieses Verfahren wurde auch bei der Rekonstruktion der Sphingen am Nordfriedhof angewendet. Von ihrem Vater hat Oppenrieder auch die Technik der Anfertigung von Totenmasken übernommen.

## Preise
- 2015: Bundesgartenschau Silber- und Bronzemedaille[6]

## Ausstellungen
- 2010: Ottobrunn „Treffpunkt Kunst“ Fünf Bildhauer stellen Skulpturen im Ottobrunner „Treffpunkt Kunst“ aus. Münchner Merkur, 7. Mai 2010.

## Arbeiten im öffentlichen Raum
- Mitarbeit am Geschichtsbrunnen Pfanzeltplatz München-Ramersdorf[7]
- Vortragskreuz für die Nikodemuskirche München[8]
- die Häuslerin, Steinplastik in Ottobrunn[9]
- Skulptur in der Kneippanlage, Mertingen[10]
- Rekonstruktion der Sphingen am Nordfriedhof München[11][12]